# The Bells (album)
The Bells – dziewiąty album Lou Reeda wydany w kwietniu 1979 przez wytwórnię Arista Records. Nagrań dokonano w Delta Studios w Wilster (Niemcy).

## Lista utworów
| 1. | "Stupid Man" (L. Reed, N. Lofgren)                                     | 2:33  |
|    |                                                                        |       |
| 2. | "Disco Mystic" (L. Reed, E. Boles, M. Fogel, M. Fonfara, M. Suchorsky) | 4:30  |
|    |                                                                        |       |
| 3. | "I Want to Boogie With You" (L. Reed, M. Fonfara)                      | 3:55  |
|    |                                                                        |       |
| 4. | "With You" (L. Reed, N. Lofgren)                                       | 2:21  |
|    |                                                                        |       |
| 5. | "Looking for Love" (L. Reed)                                           | 3:29  |
|    |                                                                        |       |
| 6. | "City Lights" (L. Reed, N. Lofgren)                                    | 3:22  |
|    |                                                                        |       |
| 7. | "All Through the Night" (L. Reed, D. Cherry)                           | 5:00  |
|    |                                                                        |       |
| 8. | "Families" (L. Reed, E. Boles)                                         | 6:09  |
|    |                                                                        |       |
| 9. | "The Bells" (L. Reed, M. Fogel)                                        | 9:17  |
|    |                                                                        |       |
|    |                                                                        | 40:36 |
|    |                                                                        |       |

## Skład
- Lou Reed – śpiew, gitara, syntezator, gitara basowa
- Ellard "Moose" Boles – gitara, syntezator, gitara basowa, dalszy śpiew
- Don Cherry – trąbka
- Marty Fogel – okaryna, skasofony, gitara w "The Bells"
- Michael Fonfara – pianino, syntezator, dalszy śpiew
- Michael Suchorsky – perkusja, instr. perkusyjne

produkcja
- Lou Reed – producent
- Michael Fonfara – producent wykonawczy